# Dirk Schlichting
Dirk Schlichting (* 9. Mai 1965 in Düsseldorf) ist ein deutscher Künstler, der überwiegend durch Installationskunst bekannt ist.

## Werdegang
Schlichting wuchs in Remscheid auf und absolvierte eine Ausbildung als Steinmetz. Von 1988 bis 1995 studierte er an der Kunstakademie Münster bei Joachim Bandau, ab 1992 als Meisterschüler. 1994 erhielt er den Akademiebrief. 
Seit Anfang der 1990er Jahre waren Schlichtings Installationen in verschiedenen Ausstellungen in Deutschland zu sehen, mit einem Schwerpunkt im Ruhrgebiet. 2010 war Schlichting beim Netzwerkprojekt GrenzGebietRuhr mit der Installation Schrankenlos vertreten. Seine Werke sind unter anderem in der Städtischen Galerie Lüdenscheid ausgestellt.
Dirk Schlichting ist Mitglied im Deutschen Künstlerbund. Er lebt in Herne.

## Auszeichnungen
- 1991: Förderpreis der Gemeinde Everswinkel
- 1993: Förderpreis Studiogalerie XVI des Landschaftsverbandes Westfalen-Lippe

## Ausstellungen und  (Auswahl)
- 1991: Skulptureninstallation, Wewerka Pavillon, Münster
- 1991: Tiefgang, Bildräume im Schlossbunker, Mannheim
- 1992: Forum Junger Kunst, Kunsthalle zu Kiel, Städt. Galerie Wolfsburg, Museum Bochum (K)
- 1993: Irregal, Suermondt-Ludwig-Museum, Aachen
- 1996: Unterwegs, Kunsthalle Recklinghausen
- 1997: STAD(t)T – ART, Kunst in 56 homöopathischen Dosen, Kamen
- 1998: Winterreise, Kabinett im Kunsthaus Essen
- 1999: bin gleich zurück, galerie Januar, Bochum
- 2000: Kunst im Engelbergturm, Leonberg
- 2001: Kunst im Stadtbild, Pforzheim
- 2002: trendwände, Kunstraum Düsseldorf
- 2003: Sukun/Stille, Mobile Städtische Galerie im Museum Folkwang
- 2003: night fever, Künstlerhaus Dortmund
- 2004: LUX•US Lichtkunstpreis, Nominiertenausstellung, Museen der Stadt Lüdenscheid (K)
- 2005: Das Hinterzimmer des Architekten, Dortmund
- 2005: fortwährend instabil, Kultur-Magazin Lothringen, Bochum
- 2005: nach den Dingen, Flottmann-Hallen, Herne
- 2006: Stillleben, Carlernst Kürten Stiftung, Unna
- 2007: zwischenbebauung, best-kunstraum, Essen
- 2007: endlich erwachsen, Gelsenkirchen Halfmannshof
- 2008: Innere, Dortmunder Kunstverein
- 2009: Wechselwirkungen, Lodz
- 2010: schrankenlos, GrenzGebietRuhr, Westpark Bochum
- 2011: Nachtexpress, Rotunde, Bochum
- 2012: …erwartet, Kunstkirche Christ-König, Bochum
- 2015: Stiegenmuseum, Ebensee[4][5]
- 2016: Kleingarten-Parzelle, Oberhausen[6]
- 2017: Verdichtung durch Abriss, Essen[7]
- 2019: Der Berliner Spalt[8]
- 2020: Station-P[9]
- 2023: Salzmadonna[10]